# Thailand Futsal League 2023
Die Thailand Futsal League 2023 war die 16. Saison der höchsten thailändischen Futsalliga seit ihrer Gründung im Jahr 2006. Organisiert wurde der Wettbewerb vom thailändischen Fußballverband. An dem Wettbewerb nahmen 14 Mannschaften teil. Die Saison startete mit dem ersten Spieltag am 27. Mai 2023. Titelverteidiger war der Port Futsal Club.

## Teilnehmende Mannschaften
| Mannschaft                           | Standort               |
| ------------------------------------ | ---------------------- |
| Bangkok BTS Futsal Club              | Bangkok                |
| Black Pearl United Futsal Club       | Pathum Thani (BG Hall) |
| NT Futsal Club                       | Bangkok                |
| Chonburi Bluewave Futsal Club        | Chonburi               |
| Hongyen Thakam Futsal Club           | Ban Phaeo              |
| Kasem Bundit University Futsal Club  | Bangkok                |
| Nonthaburi Futsal Club               | Nonthaburi             |
| North Eastern University Futsal Club | Khon Kaen              |
| Phetchaburi Rajabhat Futsal Club     | Phetchaburi            |
| Port Futsal Club                     | Bangkok                |
| Rajnavy Futsal Club                  | Bangkok                |
| Surat Thani Futsal Club              | Surat Thani            |
| Thai Army Futsal                     |                        |
| Thammasat Young Blood Futsal Club    |                        |

## Abschlusstabelle
Saisonende 2023
| Pl. | Verein                               | Sp. | S  | U | N  | Tore    | Diff. | Punkte |
| --- | ------------------------------------ | --- | -- | - | -- | ------- | ----- | ------ |
| 1.  | Hongyen Thakam Futsal Club           | 26  | 25 | 1 | 0  | 121:510 | +70   | 76     |
| 2.  | Black Pearl United Futsal Club       | 26  | 23 | 2 | 1  | 106:410 | +65   | 71     |
| 3.  | Chonburi Bluewave Futsal Club        | 26  | 20 | 0 | 6  | 121:450 | +76   | 60     |
| 4.  | Port Futsal Club (M)                 | 26  | 17 | 2 | 7  | 106:500 | +56   | 53     |
| 5.  | Thammasat Stallion Futsal Club       | 26  | 16 | 3 | 7  | 118:600 | +58   | 51     |
| 6.  | Bangkok BTS Futsal Club              | 26  | 13 | 4 | 9  | 085:650 | +20   | 43     |
| 7.  | Phetchaburi Rajabhat Futsal Club     | 26  | 11 | 4 | 11 | 083:810 | +2    | 37     |
| 8.  | Nonthaburi Futsal Club               | 26  | 8  | 4 | 14 | 076:700 | +6    | 28     |
| 9.  | Kasem Bundit University Futsal Club  | 26  | 8  | 3 | 15 | 069:730 | −4    | 27     |
| 10. | Rajnavy Futsal Club                  | 26  | 8  | 2 | 16 | 068:112 | −44   | 26     |
| 11. | Surat Thani Futsal Club              | 26  | 7  | 5 | 14 | 076:800 | −4    | 26     |
| 12. | Thai Army Futsal                     | 26  | 5  | 2 | 19 | 052:107 | −55   | 17     |
| 13. | NT Futsal Club                       | 26  | 2  | 4 | 20 | 040:106 | −66   | 10     |
| 14. | North Eastern University Futsal Club | 26  | 1  | 0 | 25 | 027:207 | −180  | 03     |